# ツジカオルコ
ツジ カオルコ（1982年8月4日 - ）は、日本のお笑い芸人である。本名は非公開。福岡県出身。NSC大阪校27期生。2004年4月にデビュー。吉本興業大阪本部を経て、2019年3月より福岡吉本所属。身長152cm、体重50kg、血液型はO型。

## 来歴・人物
- baseよしもと、ライブ『吉本ホルモン女学院』など多く出演。
- 2005年から2007年まで、R-1ぐらんぷりで3年連続2回戦進出。2008年は準決勝進出。
- 映画『エマニエル夫人』のテーマを出囃子としている。
- 元銀行員であり、そのため紙幣を数えることが特技[1]。
- 元ハムの諸見里大介（現吉本新喜劇座員）、元ソーセージの藤本聖（現ジュリエッタ）と長屋で同居生活をしていた(現在は一人暮らし)。家賃は3万円で1人1万円。ツジの後にトットの桑原雅人が暮らしている。
  - 同居時代に就寝中、酔っ払って帰ってきた諸見里に上に乗っかられ、キスをされそうになり平手打ちを喰らわした。その後自室に7つも鍵を取り付けた。本人曰く「2つだったらこの人（諸見里）すぐ開けそうだから」とのこと[2]。
- 激太りをしていた時期がある。
- レイザーラモンとガリガリガリクソンに、桃太郎電鉄のキングボンビーに似ていると言われたらしい。
- 2019年3月1日より、福岡吉本に移籍。
- 芸歴15年を超え中堅の域に達しているにもかかわらず、福岡NSC2期生で11歳年下の女性芸人まなつと「まなつのカジツ」というコンビを組み、オーディションライブ「チャレンジリーグ」に参加（参加者の中では最長芸歴）、11月の下克上ライブにてセカンドリーグ（通常の劇場出番に出演できるランク）に昇格が決まり、劇場所属となった。なお「まなつのカジツ」は2022年3月に解散した。

## 芸風
セクシーなキャラクター（マリリン・モンローをイメージ）を主な持ち芸としている。その中で『セクシー英会話教師』のコントでは、『バァナァナァ〜』などセクシーな単語を発した後に『リピートアフターミー』と続けるというのが主なパターン。また、世界各国のAV女優の喘ぎ声の物真似も得意とし、『とんねるずのみなさんのおかげでした』の『博士と助手〜細かすぎて伝わらないモノマネ選手権〜』では、この『ホテルの有料チャンネルでの世界各国のセクシーボイス』の芸で第10回、第11回、第12回に出場している。一方ライブなどでは、化粧と衣装を過剰に施すようなことがある。髪はエクステンションをつけている。しかし、この芸風は福岡に住んでいる母親には認めてもらっていない。
なお、『いがわゆり蚊&ツジカオルコの15分』（ヨシモト∞）において、ビデオ店で本当にAV女優に間違われた話をしたことがある。

## 出演

### テレビ
- とんねるずのみなさんのおかげでした（フジテレビ）
  - 博士と助手〜細かすぎて伝わらないモノマネ選手権〜
    - 第10回（2007年3月29日）
    - 第11回（2007年10月4日）
    - 第12回（2008年3月27日）
- 麒麟の部屋（毎日放送）
- ごきげん!ブランニュ（ABCテレビ、2007年2月27日） - 『大集合!女芸人20人』のコーナーに出演
- しゅんげー!ベスト10（ABCテレビ、2007年6月1日） - 29位にランキング
- ぐるナイ番外 おもしろ荘へいらっしゃい! レア芸人だけで生放送 祭りだオッパッピー!（日本テレビ、2008年1月1日）
- サタうま!（関西テレビ、2008年2月2日）
- 今夜もハッスル（サンテレビ、2008年4月12日 - 2009年6月27日）
- 痛快!明石家電視台（毎日放送、2008年10月6日）
- オールザッツ漫才（毎日放送、2009年1月1日）
- 千鳥のぼっけぇTV!（GAORA、2009年12月2日）
- ABCお笑い新人グランプリ（朝日放送、2010年1月11日） - 『あいはらコレクション』
- Midnight女子会Z（2018年5月10日 - 、BSスカパー!）第21回「旅情編」から出演、レギュラー。

### ネット配信
- 火花 第2話（Netflix、2016年6月3日）

### ライブ
- baseよしもと（プレステージ所属）
- キタイ花ん

など

### 舞台
- MENSOUL PROJECT vol.1「BUT・AND」（2025年4月2日 - 13日、あうるすぽっと）[3]